# Becca Balint
Rebecca A. Balint (Heidelberg, Alemania Occidental; 4 de mayo de 1968) es una educadora, escritora y política estadounidense que se desempeñó como senadora estatal de Vermont por el condado de Windham. Miembro del Partido Demócrata, es presidenta pro tempore del Senado de Vermont desde 2021. Entre 2017 y ese año, fue líder de la mayoría del organismo.
Nació en Heidelberg, Alemania Occidental, y se crio en Peekskill, Nueva York. Fue educada en la escuela secundaria Walter Panas, el Smith College, la Universidad de Harvard y la Universidad de Massachusetts Amherst. Se mudó a Vermont en 1994 y trabajó en el Community College of Vermont en Brattleboro, Vermont.
Se desempeñó como representante de la asamblea municipal y en la Junta de Revisión del Desarrollo en Brattleboro. Fue elegida para el senado estatal junto a Jeanette White en 2014, convirtiéndose en la primera lesbiana en servir en el senado. Fue seleccionada para servir como líder de la mayoría por el caucus demócrata en 2017 y como presidente pro tempore en 2021. Es la primera mujer y persona LGBT en servir como presidenta pro tempore del senado de Vermont.
Es la nominada demócrata para suceder a Peter Welch en la Cámara de Representantes de los Estados Unidos por el distrito congresional at-large de Vermont en las elecciones de 2022. Si es elegida, sería la primera mujer y la primera persona LGBT en servir en el Congreso por Vermont.

## Biografía

### Primeros años y educación
Nació en un hospital del Ejército de los Estados Unidos en Heidelberg, Alemania Occidental, el 4 de mayo de 1968. Hija de Peter y Sandra Balint, se crio en Peekskill, Nueva York. Su abuelo fue asesinado durante el Holocausto y su padre emigró a los Estados Unidos en 1957. Se graduó de la escuela secundaria Walter Panas en 1986. Se graduó del Smith College con una licenciatura en Artes, una maestría en Educación en la Universidad de Harvard en 1995 y una maestría en Historia en la Universidad de Massachusetts Amherst. En Smith College, Balint fue timonel del equipo femenino, quien la apodó "la Almirante" debido a sus habilidades de liderazgo. Más tarde, trabajó en el Community College of Vermont en Brattleboro, Vermont.
Se declaró lesbiana en sexto grado, aunque se declaró formalmente después de la escuela secundaria, después de decirle a otra chica que estaba enamorada de ella y que la discriminaron con "lezzie" escrito en su casillero. Se mudó a Vermont en 1994, enseñó historia y estudios sociales en la escuela secundaria y trabajó como instructor de escalada en rocas en los campamentos de verano de Farm & Wilderness en Plymouth, Vermont, además de enseñar en el Community College of Vermont en Brattleboro y escribir una columna. para el reformador de Brattleboro.Conoció a Elizabeth Wohl en 2000, formó una unión civil con ella en 2004, se mudó a Brattleboro en 2007 y se casó en 2009, luego de la legalización del matrimonio entre personas del mismo sexo en Vermont. La pareja tiene dos hijos.
Apoyó al Partido Progresista de Vermont en la década de 2000 y apoyó a su candidato a gobernador, Anthony Pollina, en las elecciones de 2000. Se desempeñó como representante de la asamblea municipal y en la Junta de Revisión del Desarrollo en Brattleboro.

### Carrera

#### Campaña a la Cámara de Representantes de los Estados Unidos de 2022

Logotipo de la campaña de Balint.

Patrick Leahy, senador de los Estados Unidos por Vermont, anunció el 15 de noviembre de 2021 que no buscaría la reelección en las elecciones de 2022. Peter Welch, miembro de la Cámara de Representantes de los Estados Unidos por el distrito congresional at-large de Vermont, anunció que se postularía para reemplazar a Leahy.
Balint anunció el 13 de diciembre que buscaría la nominación demócrata para suceder a Welch en las elecciones de 2022. Natalie Silver fue seleccionada como su directora de campaña. Recaudó más de USD 125 000 dentro de las 24 horas posteriores a su anuncio. Dijo que seguiría el ejemplo de Bernie Sanders en la recaudación de fondos y no aceptaría contribuciones de los comités de acción política corporativa, sino que aceptaría donaciones de los comités sindicales. El Centro Legal de Campaña declaró que su sitio web estaba usando el recuadro rojo, una práctica que permite que una campaña se coordine con los súper PAC.
Balint consiguió la nominación demócrata, ganando más del 60 % de los votos.

## Posiciones políticas
Las posiciones políticas de Balint han sido descritas como progresistas.
Balint patrocinó una legislación para limitar la participación de la policía en la aplicación de la ley de inmigración por parte del gobierno federal, oponiéndose al apoyo del presidente Donald Trump a un registro federal sobre el estatus religioso y migratorio. Votó a favor de ampliar las verificaciones de antecedentes sobre la venta de armas en 2018.
Balint se opone a la identificación de votantes con el argumento de que el fraude electoral es extremadamente raro y que las leyes de identificación de votantes se utilizan para impedir que las personas voten. Apoyó la legislación que envió a todos los votantes boletas por correo y dijo que era parte del legado de Vermont de facilitar la votación. Patrocinó una legislación para implementar la votación por orden de preferencia para las elecciones presidenciales y del Congreso en Vermont.
Balint apoyó la legislación para prohibir la terapia de conversión en menores. Apoyó la legislación que prohibía la defensa del pánico gay, que fue aprobada por unanimidad en el Senado estatal, pero no pudo votar a favor porque presidía en lugar de la vicegobernadora Molly Gray.Ella y la presidenta Jill Krowinski se disculparon por la participación de Vermont en la eugenesia, incluida la legislación de 1931 que apoyaba un estudio de eugenesia realizado por Henry Farnham Perkins.En 2021, una enmienda a la Constitución de Vermont para codificar Caso Roe contra Wade fue aprobada en el Senado estatal, 26 a 4, con Balint a favor.
En 2016, Balint se opuso a la legislación para legalizar la marihuana a pesar de su apoyo a la legalización, diciendo que "creía que este proyecto de ley no deja espacio para los pequeños productores locales que quisieran ser parte de esta nueva economía".Inicialmente votó en contra de la legalización de la marihuana en una votación de 16 a 13 en 2017, pero se convirtió en el único miembro del Senado estatal que cambió su voto después de que una enmienda del senador John S. Rodgers redujo la tarifa de solicitud de cultivo que oscilaba entre $15,000, $25,000 y $3,000. a $7,500.

### Siria
En 2023, Balint estuvo entre los 56 demócratas que votaron a favor de H.Con.Res. 21, que ordenó al presidente Joe Biden retirar las tropas estadounidenses de Siria en un plazo de 180 días.

### Israel y Palestina
En octubre de 2023, Balint apoyó la invasión israelí de la Franja de Gaza en respuesta operación inundación de Al-Aqsa, y apoyó la ayuda militar continua a Israel afirmando que "Israel está literalmente rodeado de países que quieren destruirlo, y es más pequeño que el tamaño "Imagínese a Vermont rodeado por todos lados por enemigos... Entonces tiene que tener esa ayuda para defenderse. Está en medio de una amenaza existencial".El 9 de noviembre, cientos de manifestantes marcharon en un evento de recaudación de fondos organizado por Balint, exigiendo que pidiera un alto el fuego en la guerra entre Israel y Hamás de 2023.El 16 de noviembre, se convirtió en la 32.ª miembro del Congreso y la primera congresista judía en hacerlo.En abril de 2024, Balint declaró que "Estados Unidos no puede seguir apoyando la ofensiva extrema que ha causado un sufrimiento inimaginable al pueblo palestino" y que "apoyar la guerra de Netanyahu en Gaza socavará la seguridad y la posición de Israel a largo plazo".